# Jadera haematoloma

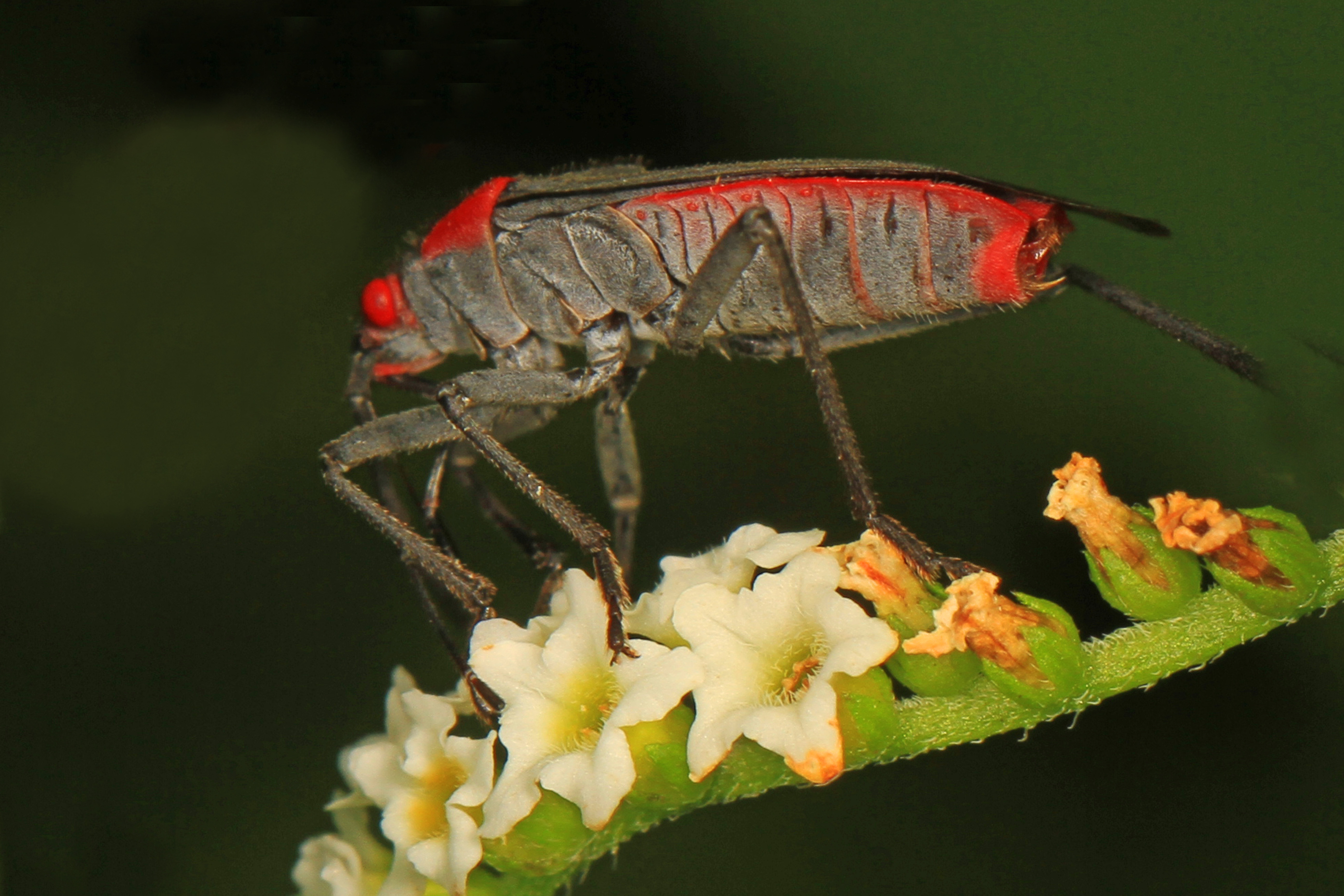
Jadera haematoloma – Blick auf die Ventralseite

Jadera haematoloma ist eine Wanze aus der Unterfamilie Serinethinae innerhalb der Familie der Glasflügelwanzen (Rhopalidae).

## Merkmale
Die Wanzen treten sowohl voll geflügelt (makropter) als auch mit zurückgebildeten Flügeln (brachypter, insbesondere die Weibchen) auf. Erstere werden 9,5–13,5 mm lang, Letztere messen 7–8 mm. Die schwarzen länglich-ovalen Wanzen haben an den Seiten des Halsschildes jeweils einen roten Rand. Die Augen sind ebenfalls rot. Die rote Oberseite des Hinterleibs wird bei den makropteren Individuen von den schwarzen Hemielytren verdeckt, während sie bei den brachypteren Individuen deutlich sichtbar ist. Es gibt neben den rot-schwarzen Wanzen noch zwei weitere Farbmorphen (in den Farben gelb-schwarz und orange-schwarz). Im Englischen heißen die Wanzen auch Red-shouldered Bugs („rotschultrige Wanzen“). Die Nymphen haben einen roten Hinterleib und rote Augen und sind ansonsten schwarz.

## Verbreitung
Die Wanzen kommen in der Nearktis und Neotropis vor. Die nördliche Verbreitungsgrenze verläuft in den Vereinigten Staaten von Kalifornien über Kansas und Illinois nach New Jersey. Des Weiteren kommt die Art in Mittelamerika, auf den Westindischen Inseln sowie im nördlichen Südamerika (Venezuela, Kolumbien) vor. Außerdem ist die Art auf Hawaii vertreten.

## Lebensweise
Die Wanzen sind auf Arten der Seifenbaumgewächse (Sapindaceae) spezialisiert. Zu ihren primären Wirtspflanzen zählt die Ballonrebe (Cardiospermum halicacabum), Cardiospermum grandiflorum, Cardiospermum corindum, Koelreuteria bipinnata, Koelreuteria elegans, die Blasenesche (Koelreuteria paniculata), der Waschnussbaum (Sapindus mukorossi) und Serjania brachycarpa.
Koelreuteria paniculata wird im Englischen als Goldenrain Tree bezeichnet. Davon leitet sich ein weiterer Trivialname der Wanzen ab: Goldenrain Tree Bugs. Die Wanzen saugen an den Samen und Früchten verschiedener Bäume. Man findet sie an einer Reihe weiterer Pflanzen wie Eschen-Ahorn, Zedrachbaum, Feige und Eibisch.
Die Nymphen und Imagines suchen zur Hibernation häufig menschliche Behausungen auf und bilden Aggregationen. Sie gelten deshalb als Lästlinge.

## Etymologie
Der Namenszusatz haematoloma leitet sich aus dem Griechischen ab und bedeutet „blutgesäumt“.